# Dr14

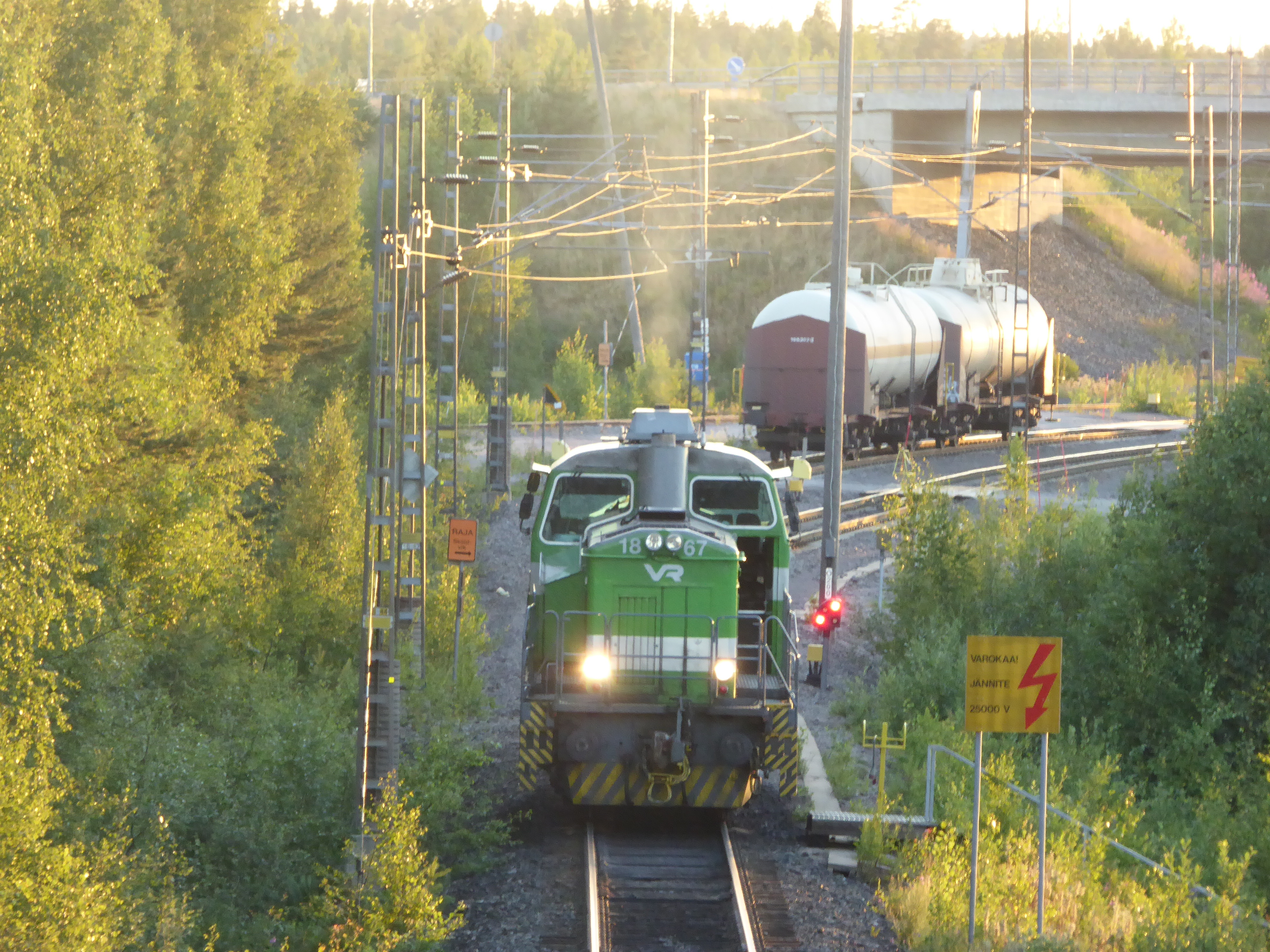
Dr14 i Sköldvik på Sköldviksbanan

Dr14 är beteckningen på en serie tunga dieselväxellok ägda av VR, det statliga järnvägsbolaget i Finland. 
Sammanlagt tillverkades 24 lok under åren 1969–1972 av Lokomo och Rauma-Repola. Loken är numrerade 1851–1874. Dr14-serien sanerades 2002–2005 hos VR:s verkstäder i Hyvinge.
Dr14-loken används i första hand till växlingsarbeten i Kouvola, Tammerfors, Imatra, Kotka, Fredrikshamn, Vainikkala, Helsingfors och Sköldvik. Linjekörning är relativt ovanligt.

## Smeknamn
Seepra (Sebra), Belarus.